# Kráľovce

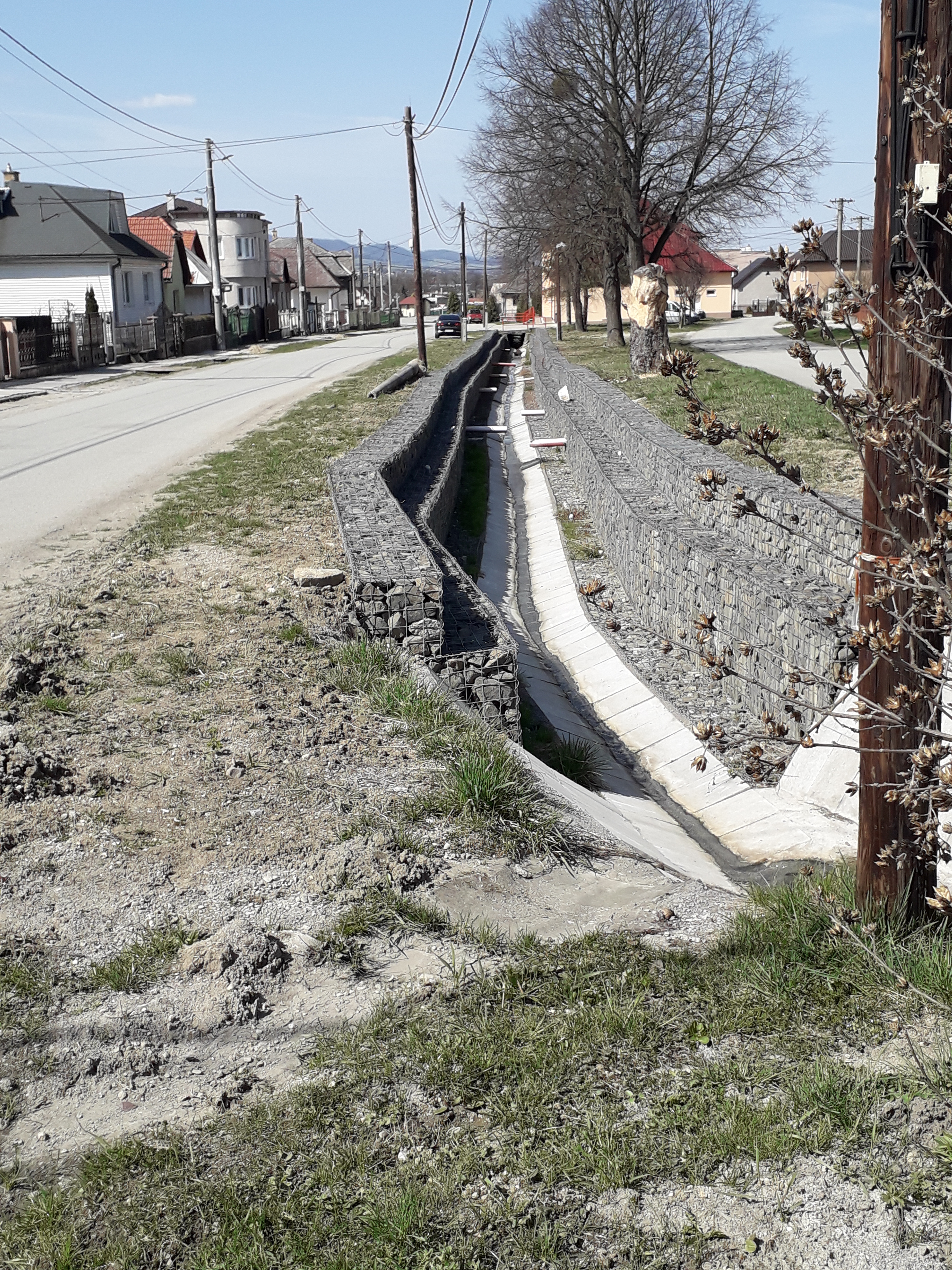
Kráľovce

Kráľovce (deutsch Kralowetz, ungarisch Királynép) ist eine Gemeinde im Osten der Slowakei mit 1154 Einwohnern (Stand 31. Dezember 2024), die zum Okres Košice-okolie, einem Teil des Košický kraj gehört. Sie ist Teil der traditionellen Landschaft Abov.

## Geographie
Die Gemeinde befindet sich im Mittelteil des Talkessels Košická kotlina unweit des linken Ufers der Torysa. Das Ortszentrum liegt auf einer Höhe von 209 m n.m. und ist 14 Kilometer von Košice entfernt.
Nachbargemeinden sind Ploské im Norden, Kecerovce und Čižatice im Osten, Chrastné im Südosten, Vajkovce im Süden und Budimír im Westen.

## Geschichte
Der Ort entstand im 13. Jahrhundert auf königlichem Land und war damals noch mit dem Nachbarort Ploské (1270 als Lopuspotok erwähnt) verbunden. 1270 schenkte der ungarische König dem Magister Reynold das Stück Land von Ploské, das südlich des Baches Kráľovský potok lag und im Gegensatz zum Hauptort (der zur Gespanschaft Sáros gehörte) in der damaligen Gespanschaft Abaúj lag. Zur Unterscheidung hieß der Ort in der Gespanschaft Abaúj Kyslapuspatak (1388) oder Kys-Lapispatak (1427).
Im frühen 15. Jahrhundert kam der Ort zum Herrschaftsgut von Rozhanovce, 1427 wurden insgesamt 23 Porta verzeichnet. 1488 erscheint der heutige Name in der ungarischen Form Kiralynepy. Doch im 16., 17. und frühen 18. Jahrhundert kam es zu einem Bevölkerungsrückgang (bspw. gab es 1553 nur noch sechs Porta), erst nach dem Ende des Rákóczi-Aufstandes und einer Choleraepidemie konnte das Dorf wieder wachsen. 1828 zählte man 65 Häuser und 482 Einwohner. Bis zum 19. Jahrhundert gehörte das Dorf zum Geschlecht Barkóczy.
Bis 1918/1919 gehörte der im Komitat Abaúj-Torna liegende Ort zum Königreich Ungarn und kam danach zur Tschechoslowakei beziehungsweise heute Slowakei.

## Bevölkerung
| Jahr                | 1994 | 2004     | 2014    | 2024    |
| ------------------- | ---- | -------- | ------- | ------- |
| Anzahl der Personen | 938  | 1080     | 1129    | 1154    |
| Unterschied         |      | +15,13 % | +4,53 % | +2,21 % |

| Jahr                | 2023 | 2024    |
| ------------------- | ---- | ------- |
| Anzahl der Personen | 1170 | 1154    |
| Unterschied         |      | −1,36 % |

Nach der Volkszählung 2011 wohnten in Kráľovce 1094 Einwohner, davon 947 Slowaken, 14 Roma, sechs Magyaren, jeweils fünf Russinen und Ukrainer und drei Tschechen. 114 Einwohner machten diesbezüglich keine Angabe. 537 Einwohner bekannten sich zur römisch-katholischen Kirche, 210 Einwohner zur griechisch-katholischen Kirche, 56 Einwohner zur evangelischen Kirche A. B., neun Einwohner zur reformierten Kirche, sechs Einwohner zur apostolischen Kirche, drei Einwohner zu den Zeugen Jehovas, zwei Einwohner zur evangelisch-methodistischen Kirche und jeweils ein Einwohner zur Brüderkirche, zur jüdischen Gemeinde und zur orthodoxen Kirche. 75 Einwohner waren konfessionslos und bei 192 Einwohnern wurde die Konfession nicht ermittelt.

## Bauwerke
- griechisch-katholische Kirche im neoklassizistischen Stil aus dem Jahr 1897